# A magyar jégkorong-válogatott mérkőzései 2004-ben
A magyar jégkorong-válogatott 2004-ben 19 mérkőzést játszott. A csapat többek között részt vett a Norvégiában megrendezett Divízió I/A. Világbajnokságon, valamint az Olimpiai selejtező tornán, amit ugyancsak a skandináv országban tartottak.

## Eredmények
Barátságos mérkőzés  Magyarország-Kanada 4-5. YouTube
| 616. mérkőzés 2004. február 3. | Magyarország                                  | 4 – 5                         | Kanada                                    | Székesfehérvár Nézőszám: 3500 Játékvezetők: Árkovics |
| 616. mérkőzés 2004. február 3. | Ocskay 7' Palkovics 18' Hoffmann 27' Orsó 35' | (2:1, 2:2, 0:2) (Jegyzőkönyv) | Hlushko 3' 51' Maneluk 31' Alston 40' 58' | Székesfehérvár Nézőszám: 3500 Játékvezetők: Árkovics |

EIHC torna
| 617. mérkőzés 2004. február 7. | Fehéroroszország                                         | 5 – 1                         | Magyarország | Minszk Nézőszám: 1500 Játékvezetők: Godziantowski |
| 617. mérkőzés 2004. február 7. | Savilov 17' 43' Kostitsyn 39' Radzinski 44' Erkovich 49' | (1:0, 1:1, 3:0) (Jegyzőkönyv) | Gröschl 39'  | Minszk Nézőszám: 1500 Játékvezetők: Godziantowski |

EIHC torna
| 618. mérkőzés 2004. február 8. 13:00 (CET) | Magyarország                                          | 5 – 5                              | Lengyelország                              | Minszk |
| 618. mérkőzés 2004. február 8. 13:00 (CET) | Hoffmann 5' Fodor 26' Gröschl 30' Orsó 31' Ocskay 44' | (1:4, 3:1, 1:0, 0:0) (Jegyzőkönyv) | Shchepanets 10' Slusarczyk 13' 16' 18' 28' | Minszk |

Barátságos mérkőzés
| 619. mérkőzés 2004. március 30. | Magyarország | 14 – 4                        | Horvátország                                    | Székesfehérvár Nézőszám: 500 Játékvezetők: Árkovics |
| 619. mérkőzés 2004. március 30. | Kovács 5' 46' Sille 10' Ocskay 12' 33' 35' Peterdi 13' Ladányi 16' Csibi 28' Szuna 34' Fekete 40' 58' Vas 48' Palkovics 56' | (5:1, 5:2, 4:1) (Jegyzőkönyv) | Lovrencic 9' Kopajtic 26' Svigir 40' Tauber 54' | Székesfehérvár Nézőszám: 500 Játékvezetők: Árkovics |

Barátságos mérkőzés
| 620. mérkőzés 2004. április 5. 19:00 (CET) | Lengyelország                          | 5 – 2                         | Magyarország              | Nowy Targ Nézőszám: 500 Játékvezetők: Morawsky |
| 620. mérkőzés 2004. április 5. 19:00 (CET) | Radwański Parzyszek Laszkiewicz Voznik | (1:2, 2:0, 2:0) (Jegyzőkönyv) | Gröschl 19' Palkovics 20' | Nowy Targ Nézőszám: 500 Játékvezetők: Morawsky |

Barátságos mérkőzés
| 621. mérkőzés 2004. április 6. 17:00 (CET) | Lengyelország                          | 5 – 3                         | Magyarország                | Nowy Targ Nézőszám: 500 Játékvezetők: Godziatkowski |
| 621. mérkőzés 2004. április 6. 17:00 (CET) | Radwański Zamojski Slysarczyk Baginski | (3:1, 2:1, 0:1) (Jegyzőkönyv) | Ladányi 14' 44' Peterdi 25' | Nowy Targ Nézőszám: 500 Játékvezetők: Godziatkowski |

Divízió I/A. Világbajnokság
| 622. mérkőzés 2004. április 12. 16:00 (CET) | Nagy-Britannia                  | 3 – 5                         | Magyarország                                         | Oslo Játékvezetők: Lauff |
| 622. mérkőzés 2004. április 12. 16:00 (CET) | Ward 4' Thornton 42' Clarke 59' | (1:1, 0:1, 2:3) (Jegyzőkönyv) | Ladányi 12' 22' Kovács 53' Palkovics 60' Peterdi 60' | Oslo Játékvezetők: Lauff |

Divízió I/A. Világbajnokság
| 623. mérkőzés 2004. április 13. 12:30 (CET) | Magyarország                                                     | 6 – 4                         | Belgium                                        | Oslo Nézőszám: 512 Játékvezetők: Savage |
| 623. mérkőzés 2004. április 13. 12:30 (CET) | Ladányi 3' Horváth 14' Hoffmann 14' Ocskay 38' Palkovics 53' 56' | (3:2, 1:2, 2:0) (Jegyzőkönyv) | Schuchewytsch 1' 34' Lootens 7' Raekelboom 30' | Oslo Nézőszám: 512 Játékvezetők: Savage |

Divízió I/A. Világbajnokság
| 624. mérkőzés 2004. április 15. 19:30 (CET) | Norvégia                              | 6 – 4                         | Magyarország                        | Oslo Játékvezetők: Reiber |
| 624. mérkőzés 2004. április 15. 19:30 (CET) | Olsen 7' 16' 46' 48' 49' Thoresen 54' | (2:3, 0:0, 4:1) (Jegyzőkönyv) | Ladányi 2' 13' Sille 19' Szélig 48' | Oslo Játékvezetők: Reiber |

Divízió I/A. Világbajnokság
| 625. mérkőzés 2004. április 16. 16:00 (CET) | Magyarország  | 1 – 7                         | Fehéroroszország                                                     | Oslo Nézőszám: 822 Játékvezetők: Lauff |
| 625. mérkőzés 2004. április 16. 16:00 (CET) | Palkovics 14' | (1:2, 0:1, 0:4) (Jegyzőkönyv) | Zhurik 12' Kostitsyn 14' Tsyplakov 32' 55' 59' Salei 49' Rasolko 51' | Oslo Nézőszám: 822 Játékvezetők: Lauff |

Divízió I/A. Világbajnokság
| 626. mérkőzés 2004. április 18. 16:00 (CET) | Magyarország                                   | 4 – 4                         | Hollandia                                      | Oslo Nézőszám: 782 Játékvezetők: Bulanov |
| 626. mérkőzés 2004. április 18. 16:00 (CET) | Ocskay 3' Ladányi 7' Peterdi 25' Palkovics 41' | (2:1, 1:1, 1:2) (Jegyzőkönyv) | Wijnia 9' Bekkering 22' Hartogs 42' Jacobs 48' | Oslo Nézőszám: 782 Játékvezetők: Bulanov |

Barátságos mérkőzés
| 627. mérkőzés 2004. április 20. | Magyarország            | 2 – 9                         | Kanada                                                                             | Budapest, Sportaréna Nézőszám: 10000 Játékvezetők: Nyeste |
| 627. mérkőzés 2004. április 20. | Gröschl 33' Peterdi 50' | (0:4, 1:2, 1:3) (Jegyzőkönyv) | Roest 13' 31' Heward 15' Niedermayer 15' 52' Heatley 17' 41' Alston 26' Dumont 53' | Budapest, Sportaréna Nézőszám: 10000 Játékvezetők: Nyeste |

EIHC torna
| 628. mérkőzés 2004. szeptember 3. 16:00 (CET) | Horvátország              | 3 – 8                         | Magyarország                                                           | Székesfehérvár Nézőszám: 2000 Játékvezetők: Grumsen |
| 628. mérkőzés 2004. szeptember 3. 16:00 (CET) | Plahutar 4' 21' Svigir 7' | (2:3, 1:4, 0:1) (Jegyzőkönyv) | Vas 4' Ocskay 12' 29' Vas 15' Peterdi 28' 31' Ladányi 34' Svasznek 45' | Székesfehérvár Nézőszám: 2000 Játékvezetők: Grumsen |

EIHC torna
| 629. mérkőzés 2004. szeptember 4. 18:30 (CET) | Norvégia             | 2 – 2 (Hu.)                        | Magyarország         | Székesfehérvár Nézőszám: 1500 Játékvezetők: Prezelj |
| 629. mérkőzés 2004. szeptember 4. 18:30 (CET) | Aaby 11' Bakkene 35' | (1:0, 1:1, 0:1, 0:0) (Jegyzőkönyv) | Sándor 32' Sille 58' | Székesfehérvár Nézőszám: 1500 Játékvezetők: Prezelj |

EIHC torna
| 630. mérkőzés 2004. szeptember 5. 19:00 (CET) | Magyarország | 1 – 3                         | Dánia                         | Székesfehérvár Nézőszám: 2000 Játékvezetők: Dahl |
| 630. mérkőzés 2004. szeptember 5. 19:00 (CET) | Borbás 36'   | (0:0, 1:2, 0:1) (Jegyzőkönyv) | Andersen 23' 60' Damgaard 38' | Székesfehérvár Nézőszám: 2000 Játékvezetők: Dahl |

Olimpiai selejtező torna
| 631. mérkőzés 2004. november 11. | Magyarország | 13 – 0                        | Szerbia és Montenegró | Stavanger Nézőszám: 547 Játékvezetők: Krog |
| 631. mérkőzés 2004. november 11. | Peterdi 6' Gröschl 18' Vas 25' 42' Majoross 28' Fekete 29' Ladányi 30' 33' 38' 44' Palkovics 35' Horváth 52' Erdősi 60' | (2:0, 7:0, 4:0) (Jegyzőkönyv) |                       | Stavanger Nézőszám: 547 Játékvezetők: Krog |

Olimpiai selejtező torna
| 632. mérkőzés 2004. november 12. | Magyarország                                 | 4 – 3                         | Kína                  | Stavanger Nézőszám: 555 Játékvezetők: Odins |
| 632. mérkőzés 2004. november 12. | Horváth 15' 33' Kovács Csaba 17' Ladányi 60' | (2:1, 1:2, 1:0) (Jegyzőkönyv) | Liu 10' An 29' Li 30' | Stavanger Nézőszám: 555 Játékvezetők: Odins |

Olimpiai selejtező torna
| 633. mérkőzés 2004. november 14. | Norvégia                              | 3 – 3                         | Magyarország                 | Stavanger Nézőszám: 1620 Játékvezetők: Jonak |
| 633. mérkőzés 2004. november 14. | Vikingstad 7' Hansen 24' Thoresen 59' | (1:0, 1:2, 1:1) (Jegyzőkönyv) | Vas 23' Sille 33' Szélig 58' | Stavanger Nézőszám: 1620 Játékvezetők: Jonak |

Barátságos mérkőzés
| 634. mérkőzés 2004. december 19. 17:00 (CET) | Magyarország                                 | 8 – 0                         | Horvátország | Zalaegerszeg Nézőszám: 700 |
| 634. mérkőzés 2004. december 19. 17:00 (CET) | Fekete Gröschl Hoffmann Simon Csibi Svasznek | (3:0, 1:0, 4:0) (Jegyzőkönyv) |              | Zalaegerszeg Nézőszám: 700 |